# St. Johannes von Nepomuk (Svojanov)
Die Kapelle St. Johannes von Nepomuk (tschechisch kaple sv. Jana Nepomuckého) ist eine Wegkapelle in der Minderstadt Svojanov im Okres Svitavy in Tschechien.

## Lage
Die Kapelle befindet rechtsseitig der Křetínka am südlichen Ortsrand von Svojanov. Sie steht am Fuße der Svatojánské skály giebelständig zum Abzweig des Weges zur Kirche St. Peter und Paul und dem Friedhof.

## Geschichte
Die 1710 geschaffene Sandsteinfigur des böhmischen Landesheiligen Johannes von Nepomuk stand ursprünglich als Brückenheiliger an der Křetínkabrücke in Svojanov und überstand dort auch ein schweres Hochwasser. Nachdem 1786 die neue Pfarrkirche St. Peter und Paul errichtet worden war, erhielt die Heiligenfigur zwischen den bei der Kirche angepflanzten Linden einen neuen Standort.
In der Mitte des 19. Jahrhunderts ließ der Besitzer der Herrschaft Svojanov knapp 100 Meter westlich der Kirche eine kleine steinerne Kapelle erbauen, in der die Heiligenfigur ihren neuen Platz erhielt. Möglicherweise erfolgte der Kapellenbau als Dank für den Wiederaufbau des Marktes Svojanov und des Hauptgebäudes der Burg nach dem verheerenden Stadtbrand von 1842.

## Bauwerk
Die Kapelle hat in ihrer Giebelfassade ein weites Portal mit Rundbogen zwischen zwei Lisenen, darüber befindet ein Dreiecksgiebel mit leerer Figurennische. Beide Seitenwände sind mit einem kleinen halbrunden Fenster durchbrochen. Das Satteldach ist ziegelgedeckt. Vor der in jüngerer Zeit durch ortsansässige Handwerker sanierten Kapelle stehen zwei ältere Linden.
Die relativ kleine Heiligenfigur mit vergoldeter Sternenkrone weist eine farbige Bemalung auf. Sie steht auf einem kunstvoll gestalteten Steinsockel, dessen oberen Abschluss eine Kartusche mit der Inschrift „A. J. M., NAKLAD - EM Z PECZIE, LETA PANIE 1710 DNE 10. MAI“ bildet. Die Restaurierung erfolgte durch Daniel Bartoš.
Die aus einem Altar mit zwei Kandelabern von 1664 sowie zwei Brustbildern des hl. Vaters von der Kanzel der alten Pfarrkirche erhaltene ursprüngliche Inneneinrichtung wurde als Kulturdenkmal geschützt.